# Adonisea flavidenta
Adonisea flavidenta là một loài bướm đêm trong họ Noctuidae.